# المنزل الصغير في البراري
كتب «البيت الصغير» هي سلسلة أمريكية من روايات الأطفال ألّفتها لورا إنغالز وايلدر، مستلهمة طفولتها ومراهقتها في وسط غرب الولايات المتحدة (ويسكونسن، كانساس، مينيسوتا) وداكوتا الجنوبية وميسوري) بين عامي 1870 و1894. أكملت وايلدر ثمان روايات ونشرتها دار هاربر آند براذرز. استخدمت اسم «البيت الصغير» في الرواية الأولى والرواية الثالثة من سلسلة الروايات الثمانية التي نشرت في حياتها. السلسلة الثانية كانت عن طفولة زوجها. نشرت المسودة الأولى من رواية تاسعة بعد وفاتها عام 1971 وهي مدرجة ضمن السلسلة أيضاً.
استلهمت الروايات في العديد من المسلسلات والأفلام أكثر من مرة، كان أنجحها المسلسل الأمريكي بيت صغير على المرج والذي استمر عرضه من 1974 حتى 1983. كما أنتجت عنها أفلام كرتون والعديد من الكتب معادة الصياغة.
ثمة كتاب عاشر، غير خيالي في طريق العودة للمنزل، وهو عبارة عن مذكرات لورا إنغالز وايلدر في السنوات التي تلت 1894، عندما انتقلت هي وزوجها وابنتهما من دي سميت إلى مانسفيلد، حيث استقرّوا بشكلٍ دائم. نشرت المذكرات عام 1962.

## وصلات خارجية
بما في ذلك النص الكامل لكتب «البيت الصغير» الثمانية الأولى
- المنزل الصغير في البراري
- كتب المنزل الصغير
- الموقع التاريخي لكتب المنزل الصغير